# Havaika mauiensis
Havaika mauiensis is een spinnensoort uit de familie springspinnen (Salticidae). De soort komt voor in Hawaï.